# فرانك شامبرز
فرانك شامبرز (بالإنجليزية: Frank Chambers)‏ هو سياسي أيرلندي، ولد في 3 مارس 1949. حزبياً، نشط في فيانا فايل. وقد انتخب عضو مجلس الشيوخ من أيرلندا عن دائرة الأعضاء المعينون في مجلس الشيوخ الأيرلندي ‏ وقد انضم خلال فترته النيابية ‏ (17 سبتمبر 1997 – 26 يونيو 2002)  للكتلة البرلمانية فيانا فايل.